# 日本海隆
日本海隆（英語：HYRON SOFTWARE JAPAN CO., LTD）是一家日本软件公司。

## 历史
2001年4月前身交大国际软件开发株式会社创建于日本东京都，2005年4月更改为现在名字。是海隆软件的全资子公司。主要从事软件开发，系统开发。